# ゲームヤロウ
ゲームヤロウ株式会社（英: GAME YAROU Inc.）は、かつて存在したオンラインゲームの運営を行う日本の企業。

## 概要
韓国のオンラインゲーム企業「GameHi」が運営しているオンラインFPSゲーム「サドンアタック」を日本向けに提供するために設立された現地子会社である。設立当初の社名は「ゲームハイ株式会社」で、2007年10月1日、ゲームヤロウ株式会社に社名変更した。その由来として、「楽しくゲームをプレイしよう」というユーザーへの呼びかけと、社員全員がゲームを好きな「ゲーム野郎達」である事を挙げている。
2010年7月22日に、親会社であるGameHiがNexon傘下に入ると同時に、GameHiとの資本関係を解消した。同名のポータルサイトの運営を行っていたが、2013年12月頃より公式サイトと共に接続できない状態となる。2013年12月16日には「ゲームヤロウアカウントでのゲームプレイサービスの継続が困難」としてNexonがチャネリングサービスを終了した。
2014年5月21日、東京地方裁判所において破産手続き開始。負債総額は約22億4000万円と報道されている。2015年12月11日に破産手続結了決定を受けたと同時に、法人格が消滅した。

## 沿革
- 2007年4月18日 - 韓国のオンラインゲーム企業GameHiが日本子会社「ゲームハイ株式会社」を設立。
- 2007年7月26日 - サドンアタックの正式サービス開始。
- 2007年10月1日 - 「ゲームヤロウ株式会社」に社名変更。
- 2009年1月15日 - 株式会社ジャレコ・ホールディングから株式会社ジャレコを1円で買収し、完全子会社化。ただし、株式会社ジャレコ・ホールディングに対する負債7億円を引き継いでいるため、実質的な買収価格は7億円。
- 2010年7月30日 - NexonによるGameHiの買収により、GameHiとの資本関係を解消。
- 2013年12月1日 - ノーステイルやThe WAR2において、接続が不可能ないし困難になる。
- 2014年2月1日 -　公式サイトが閲覧不可能になる。
- 2014年5月21日 -　東京地方裁判所において破産手続き開始。
- 2015年12月11日 - 東京地方裁判所から破産手続結了決定を受ける。同時に法人格消滅。

## 提供していたオンラインゲーム
全てのゲームにおいて、利用料無料のアイテム課金制を採用していた。
- 三国志豪傑伝

オンラインMMORPG。公式サイトではHMMORPG（Historical MMORPG）と紹介されている。直訳すると、「歴史に基づくMMORPG」。
- ノーステイル

オンラインMMORPG。
- The WAR2

オンラインMMORPG。このゲームはブラウザゲーム仕様となっている。

## 運営終了
- トランスピー - 2010年10月27日サービス終了

オンラインレースゲーム
- 封神ストーリー

旧天道オンライン。プレオープンβテストが2011年6月16日スタートの予定だったが延期となり、サービス開始日時は未定となる。

## チャネリングサービス
- デカロン - 2010年10月27日をもってゲームヤロウからネクソンにサービスを移管。ポータルサイトからは2013年12月までチャネリングサービスとして継続。
- サドンアタック - 2010年10月27日をもってゲームヤロウからネクソンにサービスを移管。ポータルサイトからは2013年12月までチャネリングサービスとして継続。
- ブラウザ銀河大戦 - エンタークルーズが運営。ゲームヤロウで2011年2月16日よりサービス開始。ブラウザゲーム。

## チャネリングサービス終了
- 鉄鬼 - 2010年10月27日をもってゲームヤロウからネクソンにサービスを移管。ポータルサイトからはチャネリングサービスとして継続。2011年2月23日にサービスを終了。
- Alliance of Valiant Arms - ゲームオンが運営。
- ネイビーフォース - エンタークルーズが運営。ゲームヤロウで2011年5月10日よりサービス開始。ブラウザゲーム。2011年11月30日にサービスを終了。